# Caminus awashimensis
Caminus awashimensis är en svampdjursart som beskrevs av Tanita 1969. Caminus awashimensis ingår i släktet Caminus och familjen Geodiidae. Inga underarter finns listade i Catalogue of Life.